# Vyacheslav Lykho
Vyacheslav Lykho (Rusia, 16 de enero de 1967) es un atleta ruso retirado, especializado en la prueba de lanzamiento de peso en la que, representando al Equipo Unificado, llegó a ser medallista de bronce olímpico en 1992.

## Carrera deportiva
En los JJ. OO. de Barcelona 1992 ganó la medalla de bronce en el lanzamiento de peso, con una marca de 20.94 m, siendo superado por los estadounidenses Mike Stulce (oro con 21.70 m) y Jim Doehring (plata con 20.96 m).